# Oratorio della Santissima Concezione (Firenze)
L'oratorio della Santissima Concezione è un edificio religioso scomparso di Firenze, già situato tra via dei Fibbiai e via dei Servi.

## Storia e descrizione
Il repertorio di Bargellini e Guarnieri segnala su via dei Fibbiai una casa per la presenza "di un arco con uno stemma raffigurante un toro rampante su sei monti", che sarebbe appartenuto al un vescovo Leonardo Buonafede, benefattore della chiesa della Concezione di Maria, sorta in questo luogo, con accesso da via dei Servi, quindi rovesciata con accesso da via dei Fibbiai a seguito delle rimostranze dei serviti della Santissima Annunziata che si sentivano defraudati dalle elemosine che i fedeli lasciavano al nuovo oratorio.
La chiesa, di origine cinquecentesca, sarebbe stata poi soppressa nel 1780 e ridotta ad uso di abitazione. Ancor più precisa è Carla Tomasini Pietramellara che, descrivendo sempre quanto si vedeva negli anni settanta, precisa: "Si conserva ancora su via dei Fibbiai quasi all'angolo di via Alfani il portale in pietra sormontato dallo stemma del cardinale M.L. Bonafede vescovo di Cortona protettore della Congrega. Lo stemma rappresenta un toro su un monte ed è sormontato dal cappello cardinalizio. Attualmente della struttura originaria non esistono che i muri perimetrali e il vano è adibito, su via dei Fibbiai a laboratorio di pasticceria, e su via dei Servi a negozio". Probabilmente la studiosa confuse il cappello vescovile con quello cardinalizio, poiché il Buonafede non fu mai cardinale.
Oggi tuttavia tale stemma non è più visibile. L'esatta collocazione della chiesa dovette comunque essere tra il 3 rosso, dove si trova effettivamente un arco in pietra con la chiave di volta però abrasa.